# Parque Gran Seúl
El Parque Gran Seúl (en coreano: 서울대공원) es un complejo de parques al sur de Seúl, Corea del Sur, en la ciudad de Gwacheon (과천시).
Las instalaciones en el parque Gran Seúl se compone de montañas y senderos, el zoológico del parque gran Seúl, el zoológico infantil, un jardín de rosas, el parque de diversiones SeúlLandia, y el Museo de Arte Moderno de Seúl.
Las atracciones tienen tasas separadas de admisión. La línea 4 del metro de Seúl se detiene en la estación del parque Gran Seúl. Un servicio de autobús gratuito desde la estación permite visitar el museo de arte y la entrada superior del parque.